# Nadace Charty 77
Nadace Charty 77 byla založena ve Stockholmu koncem roku 1978 Františkem Janouchem, který byl tehdejšími mluvčími Charty 77 pověřen, aby převzal švédskou kulturní cenu Monismanien, udělenou hnutí Charty 77, a přednesl jejich poděkovaní. V souvislosti s převzetím této ceny založil František Janouch postžirový účet, který nazval Nadace Charty 77. Publicitu, kterou vyvolalo udělení této ceny, využil František Janouch k výzvě, aby švédská veřejnost začala finančně podporovat pronásledované chartisty. Tato výzva byla velmi úspěšná,  proto František Janouch koncem května 1979 požádal několik významných švédských a zahraničních osobností, aby svým jménem tuto iniciativu zaštítily. Mezi oslovenými osobnostmi byl spisovatel Arthur Miller, Per Wästberg (předseda mezinárodního PEN klubu), profesor Giacomo Morpurgo z Janova, Lars Persson (šéfredaktor největších švédských novin Expressen), Kenne Fant (ředitel švédského filmového průmyslu), Petr Larsson (organizační tajemník levicové organisace Folket i Bild) a Jaroslav Hutka, v té době žijící v Rotterdamu. Předsedou první Správní rady Nadace Charty 77 se stal František Janouch, který poté Nadaci Charty 77 dlouho vedl a řídil. Dlouholetou ředitelkou nadace byla rovněž do roku 2023 Božena Jirků, jež se později stala vedoucí správní rady nadace a u příležitosti státního svátku 28. října 2023 byla vyznamenána medailí Za zásluhy 1. stupně v oblasti kultury. Od roku 2023 je ředitelkou bývalá moderátorka a novinářka Jolana Voldánová.
Nadace původně podporovala disidentské aktivity Charty 77, financována byla výlučně dary zahraničních dárců. Dnes působí v Česku jako nezisková organizace. Poskytuje nadační příspěvky oprávněným žadatelům z celé republiky. Charitativní projekt Konto Bariéry se zaměřuje na pomoc lidí se zdravotními problémy.
Po sametové revoluci 1989 byla činnost Nadace ještě v prosinci 1989 přenesena do Prahy, registrována byla v únoru 1990. Zároveň vznikly její regionální výbory v Praze, Brně a Bratislavě.
Po rozdělení Československa se rozdělila i Nadace na českou Nadaci Charty 77 a slovenskou Nadáciu Charty 77. 
Česká Nadace Charty 77 předává významná ocenění za zásluhy v literatuře a na poli lidských práv. Zaštiťuje řadu projektů. Vedle veřejné sbírky Konto Bariéry, to je např. projekt SenSen (Senzační Senioři) nebo Národní Kronika.

## Ceny Nadace Charty 77
- Cena Toma Stopparda – udělována každoročně v květnu autorům českého původu převážně za významné esejistické dílo, inspirující zejména svým myšlenkovým přínosem[2]
- Cena Jaroslava Seiferta – udělována za vynikající básnické či beletristické dílo vydané v posledních 3 letech[3]
- Cena Františka Kriegla – udělována za mimořádné zásluhy v boji za lidská práva a občanské svobody, národní nezávislost, suverenitu a demokracii[4]
- Cena Josefa Vavrouška – udělována každoročně za významnou práci v oblasti ekologie a životního prostředí[5]
- Cena Václava Havla za lidská práva - od roku 2013 každoročně udělována Parlamentním shromážděním Rady Evropy ve spolupráci s Knihovnou Václava Havla a Nadací Charty 77.

## Konto Bariéry
Nejznámější aktivitou Nadace Charty 77 je Konto Bariéry, projekt určený zejména pro handicapované občany. Konto Bariéry je nejdéle trvající veřejná sbírka v České republice, každý den pomáhá lidem s handicapem a organizacím, které o ně pečují. Cílem je vracet handicapované zpět do života. Konto Bariéry je finančně podporuje díky štědrým partnerům a individuálním dárcům. Pravidelně jich na transparentní účet sbírky Konto Bariéry přispívá více než čtyřicet tisíc. Peníze, které nám dárci svěří, skutečně zlepšují nesmírně náročné životy lidí s různými druhy zdravotního postižení.
Konto Bariéry doplňuje stát tam, kde jeho pomoc není dostatečná. Z veřejné sbírky přispívá na rehabilitační a kompenzační pomůcky, přestavby automobilů, bezbariérové úpravy, ale také na vzdělávání, pracovní uplatnění a mnoho dalších aktivit lidí s handicapem.